# روزالين مورر
روزالين مورر، هي مُمثلة ومُنتجة نيجيرية الجنسية غامبية المولد.

## روابط خارجية
روزالين مورر على موقع IMDb (الإنجليزية)